# Opuntia cognata
Opuntia cognata là một loài thực vật có hoa trong họ Cactaceae. Loài này được (F. Ritter) P.J. Braun & Esteves mô tả khoa học đầu tiên năm 1995.